# Rudolf Köster (Linguist)
Rudolf Köster (* 1. Oktober 1913 in Hamburg; † 2004) war ein deutscher Germanist und Sprachwissenschaftler.

## Leben und Wirken
Nach seiner Reifeprüfung 1933 in Coburg studierte Rudolf Köster Germanistik, Philosophie, Geschichte und Italienisch und zwar 1933 an der Universität Marburg/L. von 1933 bis 1934 an der Humboldt-Universität zu Berlin und von 1934 bis 1938 an der Universität Hamburg. Dort promovierte er 1938 bei dem Germanisten Hans Teske. Von 1938 bis 1953 arbeitete er dann als wissenschaftlicher Redakteur beim Bibliographischen Institut in Leipzig am „Duden“. Bis 1956 war er als wissenschaftlicher Assistent an der Akademie der Wissernschaften Berlin tätig, dann bis 1964 wiederum beim o. g. Duden-Verlag. Von 1965 bis 1968 arbeitete Köster als wissenschaftlicher Redakteur beim Ullstein Verlag und anschließend bis zum Eintritt in den Ruhestand 1981 wiederum am "Duden", diesmal beim Bibliographischen Institut Mannheim.
Rudolf Köster war ein langjähriger wissenschaftlicher Mitarbeiter von Duden-Lexika und Wörterbüchern. Außerdem trat er als Übersetzer von belletristischen Werken aus dem Italienischen hervor.

## Veröffentlichungen (Auswahl)
- Karl der Grosse als politische Gestalt in der Dichtung des deutschen Mittelalters (= Hansische Forschungen, Bd. 2). Wachholtz, Hamburg 1939 (= Dissertation Universität Hamburg).
- (Übers.): Robert Louis Stevenson / Der Selbstmörderclub. "Mein Roman". Hamburg 1949.
- (Übers.): Frederick Marryat / Die drei Kutter. Verlag Neues Leben, Berlin 1956.
- (Übers.): Robert Louis Stevenson / Der Pavillon in den Dünen. Verlag Kultur u. Fortschritt, Berlin 1957.
- (Übers.): Carlo Collodi / Pinocchios Abenteuer. Ueberreuter, Wien 1964.
- (Übers.): Carlo Collodi / Die Abenteuer des hölzernen Pinocchio. Ahorn Verlag, Wien 1965.
- (Hrsg. u. Bearb.): Ullstein-Lexikon der deutschen Sprache. Ullstein, Frankfurt/M. 1969.
- (Red.): Duden, Rechtschreibung der deutschen Sprache und der Fremdwörter. 17. neubearb. u. erw. Aufl. Bibliographisches Institut, Mannheim 1973, ISBN 3-411-00911-X.
- (Hrsg., mit Günther Drosdowski): Duden. Das große Wörterbuch der deutschen Sprache. Sechs Bände. Bibliographisches Institut, Mannheim 1977.
- (Bearb.): Josef Stoll / Bensheimer Idiotikon. Eine Sammlung von Wörtern u. Ausdrücken d. Bensheimer Mundart. Museumsverein Bensheim 1984.
- (mit Wilhelm Weyrauch): Ältere Flurnamen von Bensheim und seinen Stadtteilen bis zur Mitte des 19. Jahrhunderts (= Geschichtsblätter Kreis Bergstrasse, Sonderband 17). Verl. Laurissa, Lorsch 1995, ISBN 3-922781-82-9.
- Die Namen der Bensheimer Straßen, Wege, Plätze und Passagen. Museumsverein Bensheim 1996, ISBN 3-931960-05-6.
- Duden: Redensarten. Herkunft und Bedeutung (= Duden-Taschenbücher, Bd. 29). Dudenverlag, Mannheim 1999, ISBN 3-411-70501-9 (2. überarb. u. erg. Aufl. von Sylvia Schmitt-Ackermann 2007, ISBN 978-3-411-70502-3).
- Eigennamen im deutschen Wortschatz. Ein Lexikon. de Gruyter, Berlin 2003, ISBN 3-11-017701-3.
- Bensheimer Familiennamen (= Geschichtsblätter Kreis Bergstrasse, Sonderband 23). Verl. Laurissa, Lorsch 2004, ISBN 3-922781-25-X.